# 藤沢町 (豊橋市)
藤沢町（ふじさわちょう）は、愛知県豊橋市の地名。

## 地理
豊橋市中央南部に位置する。東は東小浜町、南は中浜町、北西は牟呂町、南西は潮崎町に接する。

## 歴史

### 人口の変遷
国勢調査による人口および世帯数の推移。
| 1995年（平成7年）  | 218世帯 530人 |  |
| 2000年（平成12年） | 297世帯 608人 |  |
| 2005年（平成17年） | 317世帯 626人 |  |
| 2010年（平成22年） | 292世帯 639人 |  |
| 2015年（平成27年） | 350世帯 681人 |  |

### 沿革
- 1951年（昭和26年）11月1日 - 橋良町・小浜町の各一部より、藤沢町が成立[2][3]。

## 交通
- 愛知県道388号大山豊橋停車場線[1]

## 施設
- ホリデイ・スクエア
  - ロワジールホテル豊橋
  - MEGAドン・キホーテ豊橋店
  - ユナイテッド・シネマ豊橋18
- 大垣共立銀行藤沢支店

### WEB
1. ↑  “愛知県豊橋市の町丁・字一覧”.   人口統計ラボ. 2023年4月13日閲覧。
2. ↑  総務省統計局 (2017年1月27日). “平成27年国勢調査の調査結果(e-Stat) - 男女別人口及び世帯数 －町丁・字等” (CSV). 2021年7月21日閲覧。
3. ↑  “愛知県豊橋市の郵便番号一覧”.   日本郵便. 2023年4月13日閲覧。
4. ↑  “市外局番の一覧” (PDF).   総務省 (2022年3月1日). 2022年3月22日閲覧。
5. ↑  総務省統計局 (2014年3月28日). “平成7年国勢調査の調査結果(e-Stat) - 男女別人口及び世帯数 －町丁・字等” (CSV). 2021年7月20日閲覧。
6. ↑  総務省統計局 (2014年5月30日). “平成12年国勢調査の調査結果(e-Stat) - 男女別人口及び世帯数 －町丁・字等” (CSV). 2021年7月20日閲覧。
7. ↑  総務省統計局 (2014年6月27日). “平成17年国勢調査の調査結果(e-Stat) - 男女別人口及び世帯数 －町丁・字等” (CSV). 2021年7月21日閲覧。
8. ↑  総務省統計局 (2012年1月20日). “平成22年国勢調査の調査結果(e-Stat) - 男女別人口及び世帯数 －町丁・字等” (CSV). 2021年7月21日閲覧。
9. ↑  総務省統計局 (2017年1月27日). “平成27年国勢調査の調査結果(e-Stat) - 男女別人口及び世帯数 －町丁・字等” (CSV). 2021年7月21日閲覧。

### 書籍
1. 1 2 3  「角川日本地名大辞典」編纂委員会 1989, p. 1795.
2. ↑  角川日本地名大辞典」編纂委員会 1989, p. 1171.
3. ↑  吉川利明 1976, p. 41.